# Ikkelänjoki
Ikkelänjoki är ett vattendrag i Finland.   Det ligger i landskapet Södra Österbotten, i den sydvästra delen av landet, 290 km nordväst om huvudstaden Helsingfors.